# .cx
.cx je internetová národní doména nejvyššího řádu pro Vánoční ostrov. O registraci se stará komunitní nezisková organizace Christmas Island Domain Administration, která zároveň poskytuje služby ISP pro rezidenty.